# Elhandelsbolag
Elhandelsbolag alternativt elhandelsföretag är företag som återförsäljer el till konsumenter och företag. Elhandelsbolag ska särskiljas från elnätsföretag, som är bolagen som äger själva elnätet och dess infrastruktur.
Elhandelsbolag köper i Sverige el på elbörsen Nord Pool.